# Rebhühner
Die Rebhühner (Perdix) sind eine Vogelgattung aus der Familie der Fasanenartigen (Phasianidae), die zur Ordnung der Hühnervögel (Galliformes) gehört. Mit drei Arten sind Rebhühner über weite Gebiete Eurasiens verteilt, offenes Gelände wird von ihnen bevorzugt. Sie sind ungefähr taubengroß und zeichnen sich durch eine gedrungene, rundflügelige und rundschwänzige Figur aus. Männchen und Weibchen sind einander ähnlich.

## Merkmale
Rebhühner sind mittelgroße Feldhühner. Alle Arten haben mattfarbene Schnäbel und Beine. Oberseits sind sie matt braun gestrichelt und gebändert. Ihr Schwanz ist rotbraun, die Flanken sind rostbraun gebändert. Ein dunkler Brustfleck ist vorhanden. Die drei Arten sind eng miteinander verwandt. Perdix perdix und Perdix dauurica sind einander besonders ähnlich und sind Schwesterarten. Beide haben 18 Schwanzfedern. Perdix hodgsoniae  unterscheidet sich nicht nur in Kopf- und Brustmuster, diese Art hat nur 16 Schwanzfedern. Sporen sind keine vorhanden. Es besteht kein deutlicher Geschlechtsdimorphismus, Weibchen sind etwas eintöniger gefärbt.

## Phylogenie und Systematik
Traditionell wurden die Rebhühner in eine Unterfamilie „Feldhühner“ (Perdicinae) eingeordnet, diese Position ist aber durch genetische Analysen unhaltbar geworden. Neuere Analysen haben keine sichere Zuordnung ermöglicht. Mögliche Schwestergruppen könnten entweder die echten Fasanen (der Unterfamilie Phasianidae) oder der Blutfasan (Ithaginis cruentus) sein.

## Arten
- Rebhühner (Perdix)
  - Rebhuhn (P. perdix) – je nach Quelle 7[1] oder mehr Unterarten.
  - Bartrebhuhn (P. dauurica) – mindestens 2 Unterarten.[1]
  - Tibetrebhuhn (P. hodgsoniae) – 3 Unterarten.[1]